# Tratado de Defesa Mútua entre Estados Unidos e Taiwan

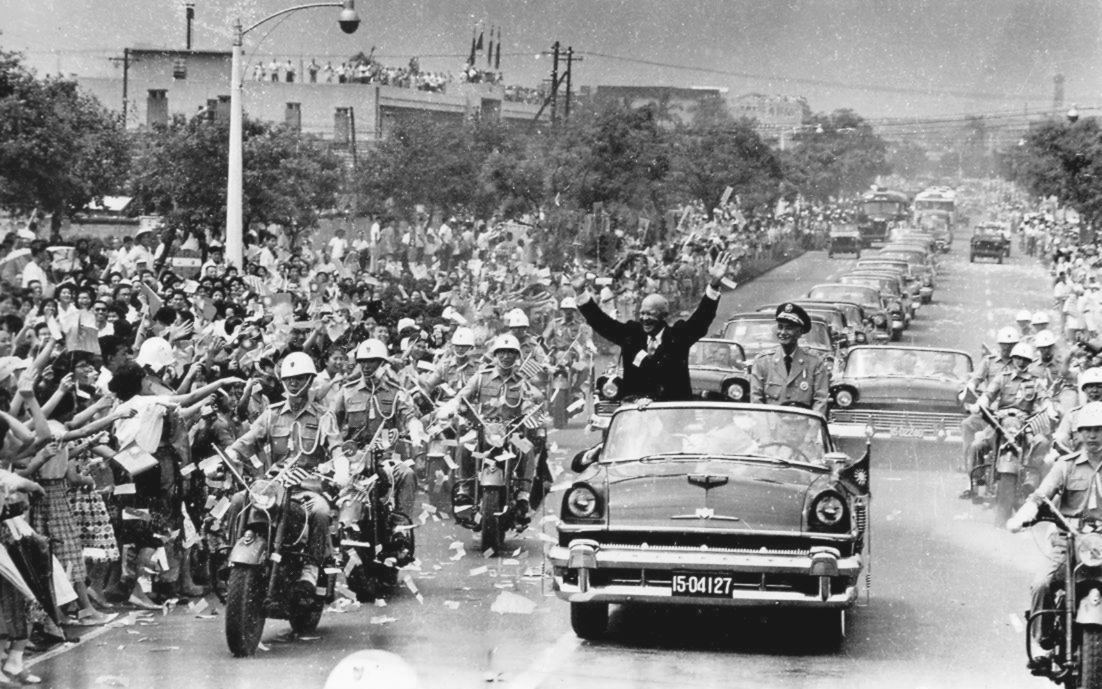
Cinco anos após a assinatura do acordo, o presidente dos EUA, Dwight D. Eisenhower, cumprimenta multidões em Taipei, enquanto desfila com o líder da República da China, Chiang Kai-shek

Tratado de Defesa Mútua entre Estados Unidos e Taiwan (chinês: 中美共同防禦條約, pinyin: Zhōng Měi Gòngtóng Fángyù Tiáoyuē), formalmente Tratado de Defesa Mútua entre os Estados Unidos da América e a República da China, é um tratado entre os Estados Unidos e Taiwan, que foi efetivo entre 3 de março de 1955 a 31 de dezembro de 1979.
Foi assinado em 2 de dezembro de 1954 em Washington, sendo composto por 10 itens, que dizem respeito, em particular, a ajuda militar, em caso de ataque ao território de um dos dois signatários, essencialmente impedindo a República Popular da China de retomar Taiwan durante os anos de 1955 a 1979.

## Rescisão
Embora o tratado não tivesse limite de tempo, o artigo 10 do tratado estipulava que qualquer uma das partes poderia rescindir o tratado um ano após notificar a outra parte. Consequentemente, o tratado foi encerrado em 1º de janeiro de 1980, um ano depois que os Estados Unidos estabeleceram relações diplomáticas com a República Popular da China em 1º de janeiro de 1979.
O presidente Jimmy Carter anulou unilateralmente o tratado; neste caso o Tratado Sino-Americano de Defesa Mútua, foi o tema do caso da Suprema Corte Goldwater v. Carter, em que o tribunal se recusou a decidir sobre a legalidade desta ação. A forma como está agora, não há uma decisão oficial sobre se o presidente tem o poder de quebrar um tratado sem a aprovação do Congresso.

O emblema do Comando de Defesa de Taiwan dos Estados Unidos (USTDC, 1955-1979)

### Julgamento da decisão do presidente
Ao rejeitar julgar o caso Goldwater v. Carter , a Suprema Corte deixou em aberto a questão da constitucionalidade da ação do presidente Carter. Os juízes da suprema corte dos EUA, Lewis Powell e Rehnquist apenas questionaram o mérito judicial do caso em si; eles não aprovaram explicitamente a ação de Carter. Além disso, Powell chegou a afirmar que esta poderia ser uma questão constitucional válida. Artigo II, Seção II da Constituição estadunidense apenas declara que o Presidente não pode fazer tratados sem uma maioria de dois terços dos votos no Senado. Da forma como está agora, não há uma decisão oficial sobre se o presidente tem o poder de quebrar um tratado sem a aprovação do Congresso.

###### Conclusão
Se o presidente Carter poderia romper unilateralmente um tratado de defesa com Taiwan sem a aprovação do Senado, era uma questão política e não poderia ser revisada pelo tribunal, já que o Congresso não havia emitido uma oposição formal. O caso foi arquivado.

## Lei de Relações de Taiwan
Pouco depois do reconhecimento da República Popular da China pelos Estados Unidos, o Congresso dos EUA aprovou a Lei de Relações com Taiwan. Parte do conteúdo do Tratado Sino-Americano de Defesa Mútua sobrevive na Lei; por exemplo, a definição de "Taiwan". No entanto, fica aquém da promessa de assistência militar direta a Taiwan no caso de uma invasão.